# مفاتيح الشارع
مفاتيح الشارع (بالإنجليزية: The Keys to the Street)‏ هي رواية جريمة للكاتبة البريطانية روث رندل من عام 1996.

## الشخصيات
- ماري جاغو: شابة تتبرع بنخاع العظم.
- أليستير: صديق ماري الذي انفصلت عنه بعد أن ضربها.
- فريدريكا جاغو: جدة ماري.
- دي ويليام مارنوك
- ليو ناش: مريض بسرطان الدم تطول حياته بسبب تبرع ماري بنخاع العظم.
- كارل ناش: الأخ الأكبر لليو.
- ليزلي بين: مشاية الكلاب
- فاليري كونواي: خادمة أحد عملاء بين.
- هارفي أوين بينيت ("هوب"): مدمن مخدرات يضرب الناس من أجل المال.
- ديبورا كوكس: امرأة من مؤسسة هارفست تراست، منظمة التبرع بنخاع العظم.
- دوروثيا بورويك: أمينة متحف إيرين أدلر، صاحبة ماري.
- رومان أشتون: رجل ثري اختار العيش في الشوارع بعد وفاة زوجته وأطفاله في حادث مروري.
- جون دومينيك كاهيل ("ديكر"): رجل إيرلندي بلا مأوى، الضحية الأولى.
- جيمس فيكتور كلانسي ("فرعون"): رجل بلا مأوى يرتدي الكثير من المفاتيح حول رقبته.
- ديفيد جورج كنيلر ("نيللو"): رجل بلا مأوى.
- "الشبت": رجل بلا مأوى.
- "إيفي": امرأة بلا مأوى.
- "رجل التكة": رجل التوصيل من اكسبريس تكة وبيتزا.